# Воробьёв, Клементий Яковлевич
Клементий Яковлевич Воробьёв (17 января 1866—26 апреля 1930) — российский и советский статистик, эсер, депутат  Всероссийского Учредительного собрания.

## Биография
Клементий Воробьёв родился в 1866 году в деревне Доброшино (Доборшино) Тверского уезда Тверской губернии, в крестьянской семье.
Получил образование в учительской семинарии. Работал народным учителем в Ярославском уезде, но вынужден был оставить педагогическую деятельность.
В 1889 по 1895 и в 1908-1910 годах К. Воробьёв работал в Тверском земском статистическом бюро, потом в статистическом отделении департамента таможенных сборов в Санкт-Петербурге.
С 1897 года К. Я. Воробьёв состоял заведующим оценочно-статистическим бюро Ярославского губернского земства.
Под руководством Воробьёва были подробно обследованы пять уездов Ярославской губернии Российской империи (с подворной переписью), организована текущая статистика (издается «Статистический сборник по Ярославской губернии») и положено начало преобразованию земельной раскладки на основании собранных бюро статистических данных. Во время работы в Ярославском земстве Воробьев часто ездил в Московский университет к профессору А. И. Чупрову на курсы по повышению квалификации земских статистиков. Воробьев принимал участие в съездах статистиков, на них неоднократно выступал с докладами. Работая в Ярославской губернии, Воробьев одним из первых  произвёл за короткое время сплошную подворную перепись с помощью организованной им сети добровольных корреспондентов. 
В 1901 году большевицкая газета «Искра» в № 4 опубликовала заметку «Стачка ярославских статистиков». Дело было в том, что заведующий ярославским статистическим бюро К .Я. Воробьев охотно брал к себе на работу изгнанных Демидовского лицея за участие в политических акциях студентов. Полиция заподозрила, что 9 и 10 марта  в политической сходке в Ярославле участвовали 12 студентов-сотрудников в земском статистическом бюро. Был проведён обыск, но в статистическом бюро ничего компрометирующего не было обнаружено. Вице-губернатор вызвал Воробьева  и потребовал уволить всех студентов, заподозренных в неблагонадежности.
В 1908-1910 годах Клементий Воробьёв вновь работал в Тверском земском статистическом бюро.
Воробьёв принимал деятельное участие в съездах агрономическом и русских естествоиспытателей (его доклад на XI съезде — «Грамотность и факторы хозяйства»). Статьи экономического характера он публиковал в журналах «Образование», «Вестник Европы» и «Вестник Ярославского земства».
С 1885 года в революционном движении, вступил в партию соицалистов-революционеров. Во время работы в Ярославской губернии входил в областную автономную группу  В 1905—1907 годах находился в ссылке в Вологодской губернии. Об этом периоде жизни К. Я. Воробьева начальник Симбирского губернского жандармского управления полковник С. П. Шабельский в справке от 9 августа 1913 года сообщал: 
…по имеющимся в управлении сведениям, он в 1906 г. был выслан из г. Ярославля под гласный надзор полиции в Вологодскую губ. и водворен в г. Вологде, откуда бежал и, задержанный в Романове-Борисоглебске, вновь доставлен этапным порядком в Вологду в июне 1907 г. <…> В Вологде… входил в состав… городской организации партии соц. рев. и являлся весьма деятельным членом в таковых.
В 1917 году делегат II Всероссийского съезда Крестьянских депутатов. 
В конце 1917 был избран в Всероссийское Учредительное собрание от Симбирского избирательного округа по списку № 2 (Съезд крестьянских депутатов и партия эсеров). 26 июля 1918 года К. Я. Воробьев вместе с В. И. Алмазовым и Н. С. Николаевым выехал на пароходе из Симбирска в Самару. Целью поездки была работа в составе Комуча, там Алмазов занял пост управляющего ведомством продовольствия Комуча. Воробьев также стал членом Комуча.
После Октябрьского переворота Воробьёв руководил статистическими бюро в Омске и Ульяновске.
1 декабря 1919 года Воробьев состоял заведующим Омского Губстатбюро (с пометкой "производящий самостоятельные исследования") Сибревком своим постановлением от 7 марта 1920 года № 164 возложил исполнение обязанностей заведующего Губстатбюро по Акмолинской (Омской) области на  К. Я. Воробьева
С 1925 года служил в Центральном статистическом управлении Советского Союза. В последние годы жизни учёный преимущественно работал проблемой сельскохозяйственного районирования.
Клементий Яковлевич Воробьёв умер 26 апреля 1930 года в городе Москве.
Среди его трудов наиболее известны: «Отхожие промыслы крестьянского населения Ярославской губернии» (Ярославль, 1903); «Кустарные промыслы» (Ярославль, 1904, Статистический сборник по Ярославской губернии, вып. 14); «Статистико-экономическое исследование грунтовых дорог Тверской губернии» (Тверь, 1911); «Кустарно-ремесленные промыслы Симбирской губернии» (Симбирск, 1916); «К методологии сельскохозяйственного районирования» («Вестник статистики», 1924, № 7—9).

## Труды
- Воробьев К. Я. Земские недоимки и причины их накопления. // Вестник Европы. Г. 30 1895, т. 4, <кн. 7/8, июль/август> с. 673-690
- Рыбинский уезд Вып. 1 таблицы сведений о крестьянском населении, землевладении и хозяйстве (с кратким очерком уезда) Стат. бюро Ярославского губ. земства ; [очерк. сост. Е. Д. Кривоноговой; ред. табл.: К. Я. Воробьев.] Ярославль типолитография Губернской земской управы 1907. 23, VII, 559, XXXII с.
- Воробьев К. Я. О земской оценке городских недвижимых имуществ по гор. Пензе: ("Оценка городских недвижимых имуществ. Вып. 1. Гор. Пенза". Сост. И. Н. Ратенек, под ред. В. Г. Громан. Изд. Пенз. губ. земства. Пенза, 1913 г.)  - Симбирск : тип. "Работник" Ненастьева, 1913. - 28 с.
- Воробьев К. Я. Аграрный вопрос в Симбирской губернии. - Симбирск : тип. "Работник" М. Иванова, 1917. - 32 стр.
- Воробьев К. Я. Об организации губернской статистики в Симбирской губернии : (С прил. проекта "Положения о губернской статистической организации" и постановления Всерос. стат. съезда 3-6 дек. 1917 г. об объединении стат. работ по с.-х. статистике и связанным с нею отраслям). Симбирск : б. и., 1918. 31 с.
- Воробьев К. Я. Статистический ежегодник Тверской губернии... / Статистическое бюро Тверской губернской земской управы. - Тверь : Тверское губернское земство, 1898―1918